# Alex Sirvent
Alejandro Mariano Sirvent Bartón  (Mexikóváros, Mexikó, 1979. október 18. –) mexikói színész, énekes.

## Élete és pályafutása
Alejandro Mariano Sirvent Bartón náven született 1979. október 18-án Mexikóvárosban.  
Karrierjét 2004-ben kezdte. 2007-ben a Madre Luna című telenovellában Valentin szerepét játszotta. 2008-ban megkapta Rolando szerepét az Un gancho al corazón című sorozatban Sebastián Rulli, Danna García és Verónica Jaspeado mellett. 
2010-ben feleségül vette Ximena Herrera színésznőt.

## Filmográfia

### Telenovellák
- Corazones al límite (2004) .... Eduardo Arellano Gomez
- Bajo el mismo techo (2005) .... Pablo
- A vadmacska új élete (Contra viento y marea) (2005) .... Chema
- Madre Luna (2007) .... Valentín Aguirre
- Un gancho al corazón (2008) .... Rolando Klunder
- Para volver a amar (2010) .... Alcides
- A szív parancsa (Amor bravío) (2012) .... Rafael Quintana
- Quiero amarte (2013) .... Mauro Montesinos (fiatal) / Marco Antonio Linares / Marco Antonio Montesinos Martínez
- Szerelem zálogba (Lo que la vida me robó) (2014) .... Erik
- A múlt árnyéka (La sombra del pasado) (2014) .... Emanuel Mendoza
- Las Amazonas (2016) .... Fabrizio Allende

## Diszkográfia
- Abismo de pasión - 2012 (dalszövegíró/zeneszerző)
- Lo Que La Vida Me Robó - 2013 (dalszövegíró/zeneszerző)